# Aortoiliacalis okkluzív érbetegség
Az aortoiliacalis okkluzív érbetegség egy, a verőérrendszert érintő, ritka kórállapot, melynek során a főverőér (aorta) hasi szakaszán a vesét ellátó ütőerek eredése alatt (jellemzően közel az elágazódáshoz, az ún. bifurcatiohoz) elzáródik. Az állapotot Robert Graham, skót orvos írta le először 1813-ban. Az elzáródás következtében létrejött klinikai tünetegyüttest Leriche-szindrómának nevezik, Henri Marie René Leriche (1879-1955), francia érsebész után.

## Tünetek
A klasszikus tünetek közé a következő három tartozik
- Alsó végtagi/fartájéki fájdalom/fáradékonyság (claudicatio intermittens)
- Hiányzó/csökkent femoralis pulzus
- Erectilis diszfunkció

## Diagnózis
Amennyiben a klinikai kép alapján felmerül a kórállapot, a gyanú megerősítésére alkalmas lehet bármely, az erekben lévő áramlást (illetve annak hiányát) kimutatni képes orvosi képalkotó eljárás. Ezek közé tartozik:
- Doppler UH vizsgálat
- CTA
- MRA
- DSA

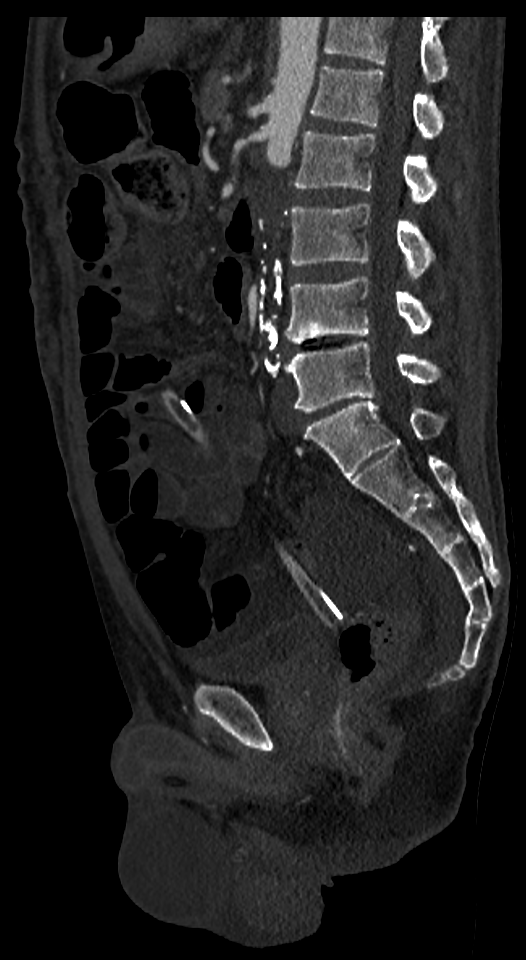
Aortoiliacalis okkluzív érbetegség CTA képe sagittalis síkban

A csökkent boka-kar index szintén megerősítheti az iránydiagnózist. (A boka-kar index a bokán és a karon lévő vérnyomásértékek hányadosát jelenti, normál értéke: 1,0-1,4)
Kockázati tényező e betegségre nézve a magasvérnyomás, a cukorbetegség, a magas vérzsírszint és a dohányzás.

## Kezelés
A terápia célja az ischaemias szövetelhalás és funkcióvesztés minimalizálása/megakadályozása. Az elzáródás következtében csökkent vérellátású szövetek keringésének javítása/helyreállítása invazív úton történhet az érintett erek átjárhatóságának újbóli biztosításával.
- Ha a megbetegedett érfalréteget leválasztva, a mellette lévő thrombussal együtt eltávolítja az érsebész, endarterectomiáról (thromboendarterectomia, TEA) lehet beszélni.
- Opcionális lehetőség, ha az elzáródott érszakaszt ún. bypass képzésével hidalják át.
- Az érmegnyitás, értágítás történhet intervenciós radiológiai beavatkozással is, bőrön keresztüli érplasztikával (percutan transluminalis angioplastica, PTA), ami egy minimálisan invazív eljárás.[7]

A konkrét páciens konkrét terápiás tervéről - az elérhető technikai lehetőségek függvényében - az érbetegségek kezelésében jártas, specialistákból álló orvosi csapat dönt. Ők tudják kiválasztani a fentiek közül azt a módszert, mely a beteg számára a legkedvezőbb klinikai kimenetelt ígéri.